# Safety
|  | Aquest article tracta sobre l'enregistrament de Coldplay. Vegeu-ne altres significats a «Safety (desambiguació)». |

Safety fou el primer llançament oficial de la banda anglesa Coldplay. El van enregistrar en un cap de setmana del maig de 1998 com una demo per presentar a les discogràfiques.
Fou autofinançat pel grup i el seu mànager Phil Harvey per unes 200 lliures. El grup estigué molt content amb el resultat final de la gravació i van decidir distribuir unes 500 còpies per Londres, tot i que només unes 50 unitats van arribar a botigues musicals. La foto de Chris Martin que apareix en la portada fou realitzada per John Hilton, amic de la banda.

## Llista de cançons
| Núm.          | Títol                                   | Durada |
| ------------- | --------------------------------------- | ------ |
| 1.            | «Bigger Stronger»                       | 4:46   |
| 2.            | «No More Keeping My Feet on the Ground» | 4:30   |
| 3.            | «Such a Rush»                           | 4:56   |
| Durada total: | Durada total:                           | 14:12  |